# Valerie Niehaus
Valerie Niehaus (ur. 11 października 1974 w Emsdetten) – niemiecka aktorka filmowa, teatralna i telewizyjna. Mając 16 lat pojawiła się jako Gerda w jednym z odcinków serialu ARD Rote Erde (1990). W latach 1997–1999 studiowała w nowojorskim Lee Strasberg Theatre and Film Institute. W 1995 i 1996 została uhonorowana nagrodą Bravo Otto, przyznawaną przez dwutygodnik dla młodzieży „Bravo”, w kategorii „Gwiazda telewizyjna”. W telewizyjnym filmie romantycznym Rosamunde Pilcher: Godziny decyzji (Rosamunde Pilcher: Stunden der Entscheidung, pierwsza transmisja: marzec 1997) u boku Timothy’ego Peacha zagrała postać Christabel Lowyer, która studiuje w USA i podróżuje z rodzicami do Anglii podczas przerw semestralnych.

## Wybrana filmografia

### Filmy
- 2000: Flashback - Mörderische Ferien jako Jeanette Fielmann
- 2006: Kanibal z Rotenburga jako Margit
- 2007: Mein alter Freund Fritz (TV) jako Siostra Vanessa
- 2008: Gustloff: Rejs ku śmierci (TV) jako Erika Galetschky
- 2012: Jak wygrać wojnę z pieluchami (Überleben an der Wickelfront, TV) jako Esther Lindemann
- 2015: Jak wygrać wojnę rozwodową (Überleben an der Scheidungsfront, TV) jako  Esther Lindemann

### Seriale TV
- 1995–1997: Verbotene Liebe jako Julia Sander
- 1997: Rosamunde Pilcher jako Christabel Lowyer
- 2001: Komisarz Rex jako Sabine Bauer
- 2009-2011: Z pamiętnika lekarki (Der Landarzt) jako dr Gina Amsel
- 2010: Jednostka specjalna „Dunaj” jako Isabel Frohner
- 2013: Kobra – oddział specjalny - odc. „Die letzte Fahrt” jako Bettina Düttmann
- 2019: Górski lekarz (Der Bergdoktor) jako Theresa Metzinger